# Panórama (Prosotsáni, Dráma)
Panórama, en grec moderne : Πανόραμα, est un village du dème de Prosotsáni, district régional de Dráma, en Macédoine-Orientale-et-Thrace, Grèce.
Selon le recensement de 2021, la population du village compte vingt habitants.